# 남선물산
남선물산은 대한민국의 섬유 기업이었다.

## 역사
- 1967년 - 회사설립
- 1976년 - 기업공개
- 1976년 - 대구공업단지에 공장을 신축하면서 섬유 업계 진출
- 1981년 - 염색공장을 건설해 염색업 진출
- 1984년 - 무리한 기업 확장과 경기불황 등으로 도산위기를 맞았다.
- 1995년 - 비산공장과 이현공장, 노원공장 및 서울사무소 폐쇄
- 1997년 - 회사정리절차 폐지